# Paul Alphéran de Bussan

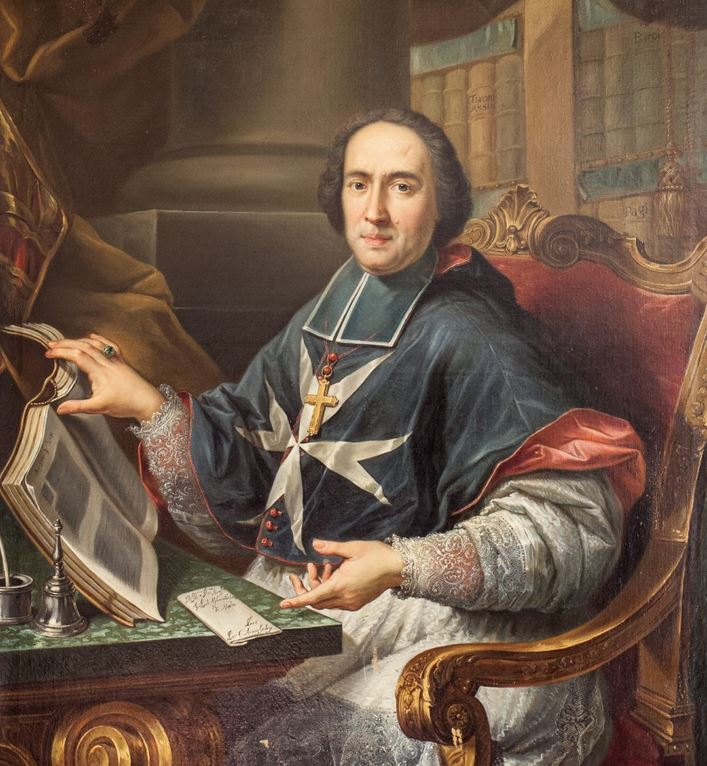
Paul Alphéran de Bussan

Paul Alphéran de Bussan (* 28. Oktober 1684 in Aix-en-Provence; † 20. April 1757 in Mdina) war ein französischer römisch-katholischer Geistlicher und Bischof von Malta.

## Leben

### Herkunft und frühe Jahre
Geboren als Sohn des Notars Jean-Louis Alpheran, Schatzmeister der Viguerie und Ratsschreiber, und dessen Frau Thérèse Ventre, schloss Paul Alphéran de Bussan 1705 in Aix sein Theologiestudium ab. Kurz darauf reiste er nach Malta und lebte dort bei seinem Cousin Melchior Alphéran de Bussan, Konventualkaplan des Malteserordens. Sein Bruder Jean-Melchior Alpheran war ebenfalls Mitglied des Malteserordens und wurde 1755 Abt von Sept-Fons. Die Priesterweihe empfing er am 8. Dezember 1710 durch den Bischof von Malta Davide Cocco Palmeri. Als Konventualkaplan wurde er in die Zunge der Provence des Malteserordens aufgenommen. Im Jahr 1720 wurde er Prior der Konventskirche Saint-Jean-de-Malte in Aix-en-Provence. Der Großmeister des Malteserordens Antonio Manoel de Vilhena berief ihn zum Sekretär für die Angelegenheiten Frankreichs.

### Bischofsamt
Am 8. März 1728 berief Papst Benedikt XIII. Paul Alphéran de Bussan zum Bischof von Malta. Die Bischofsweihe spendete ihm am 14. März desselben Jahres der Papst selbst; Mitkonsekratoren waren die Titularbischöfe Nicolas-Xavier Santamarie und Nicola Saverio Albini.
Im Jahr 1733 ließ Bischof Paul Alphéran de Bussan das Priesterseminar in Mdina erbauen, das heute das Kathedralmuseum beherbergt. Am 19. September 1746 wurde er zum Titularerzbischof von Tamiathis berufen. Im Jahr 1752 finanzierte er den Druck einer Übersetzung von Kardinal Bellarmins Katechismus in die maltesische Sprache, die jeder Pfarrei in Malta zur Verfügung gestellt wurde.

### Tod
Er starb an seinem Amtssitz in Mdina und wurde in der Krypta der dortigen Kathedrale bestattet, sein Herz wurde in dem von ihm erbauten Seminar beigesetzt.